# Pierre Bernard (homme politique, 1934, Seine-Saint-Denis)
Pour les articles homonymes, voir Pierre Bernard et Bernard.
Pierre Bernard, né le 30 janvier 1934 à Strasbourg, est un homme politique français.

## Biographie
Ancien commandant d'infanterie de marine, il est le maire de Montfermeil (divers droite) de mars 1983 à juin 2002 et conseiller général du canton de Montfermeil de 1992 à 1998. Il devient député de Seine-Saint-Denis de 1995 à 1997 en remplacement d'Éric Raoult, devenu ministre.
Il fonde et préside jusqu'en 2004 « France Debout ». Il a ensuite rejoint le Centre Charlier, dirigé par Bernard Antony, ancien député européen FN et président de l'AGRIF. Il est un collaborateur régulier du Sicler (Secrétariat d'information des collectivités locales et régionales), un organisme proche de l'association ICHTUS (ex-Cité catholique) qui entend réhabiliter les communes rurales et intégrer les personnes d'origine maghrébine en les incitant à se convertir au catholicisme.
En 1988, Pierre Bernard se fait connaître en interdisant l'inscription d'enfants d'immigrés clandestins à l'école maternelle et à la cantine. Il fut ainsi l'objet d'une procédure judiciaire en 2005, à l'issue de laquelle il a finalement été relaxé. Le 25 juillet 1996, il assiste aux obsèques de l’ex-milicien Paul Touvier, mort en prison deux ans après sa condamnation à la réclusion criminelle à perpétuité pour complicité de crime contre l'humanité. En réaction au Pacte civil de solidarité (PACS) voté en 1999, il signe la pétition Anti-PACS.
Depuis 2011, il est président de l'Alliance royale (AR), parti politique royaliste et souverainiste.

## Distinction
- Chevalier de l'ordre de la Légion d'honneur depuis 2006